# Pascal Forget
Pour les articles homonymes, voir Forget.
Pascal Forget est un journaliste, chroniqueur et animateur québécois. Il s'est fait connaître comme chroniqueur techno à l'émission La Revanche des nerdz plus tard renommée Les Nerdz et qui changea de nom à nouveau par la suite pour s'intituler Les Justiciers de la pia$$e, émission qui fut présentée à l'antenne de Z télé. En 2017, il est le seul membre de l'équipe originale de l'émission ; il y participera jusqu'à la fin, durant 16 saisons. Il y animait la chronique « Pratico », où il présentait toute sorte de gadgets et de trucs informatiques.
Il teste maintenant les plus récents produits technos à l'émission Planète Techno sur la chaîne ICI Explora, après une saison comme chroniqueur science (poste occupé maintenant par Martin Carli). Il est collaborateur régulier à l'émission Les éclaireurs à l'antenne d'ICI Radio-Canada Première.
Depuis 2016, il est journaliste dans le magazine québécois Le Bel Âge, toujours sur le thème de la technologie.

## Carrière
- 2016 - 2017 : Chroniqueur techno à Énergie Montréal
- 2008 - 2016 : Chroniqueur scientifique à l'émission Le Code Chastenay. Il était souvent le cobaye dans les recherches présentées.
- 2014 - 2015: Chronique techno axée sur les besoins des personnes handicapées à l'émission Ça me regarde sur la chaîne AMI-télé.
- 2009 - 2012: Blogue Technostérone sur le site Canoë, et a rédigé des chroniques hebdomadaires Techno pour tous pour le Journal de Montréal.

On a pu le voir et l'entendre à plusieurs émissions de radio et de télévision québécoises telles que RDI Matin Week-End, Médium Large à ICI Radio-Canada Première, Le Point J, Les trois mousquetaires, J.E., Salut, Bonjour !, Montréal Barrette, Claire Lamarche et Black Out.  
Il a été porte-parole et organisateur des soirées de l'Association des Sceptiques du Québec, qui fait la promotion de l'esprit critique face au paranormal et aux pseudo-sciences. Ce qui l'a emmené à participer à la direction du livre Y croyez-vous ? (éditions Stanké). 
Il a rédigé des articles pour des publications comme Entractes, Corps et Âme, La Presse, l'Agence Science-Presse, Le Québec Sceptique et PlanHub.

## Référence
1. ↑  "http://blogues.lapresse.ca/therrien/2015/02/11/les-nerdz-disparaissent-apres-16-saisons/>